# Alotropije željeza
Alotropije željeza ili alotropske modifikacije željeza je jedno od važnijih svojstava željeza, koja govori da se željezo u čvrstom stanju pojavljuje u više kristalnih oblika, u određenim temperaturnim područjima. Čisto željezo ima u dva područja volumno centriranu kubičnu kristalnu strukturu, a u temperaturnom meduintervalu plošno centriranu kubičnu kristalnu strukturu. Velik broj željeznih slitina zadržava to svojstvo, koje je osnova za najznačajnije toplinske obrade.
Kada otopimo čisto željezo, a zatim ga dovoljno sporo hladimo, on se počinje skrućivati na temperaturi od 1538 ºC i stvara volumno centriranu kubičnu kristalnu strukturu, koju nazivamo delta-željezo (δ-Fe), sve do temperature od 1392 °C. Ispod temperature od 1392 °C željezo počinje mijenjati kristalnu strukturu u plošno centriranu kubičnu kristalnu rešetku. Željezo s takvom kristalnom rešetkom se naziva gama-željezo ili austenit (γ-Fe). Austenit je postojan sve do 911 °C, kada ponovo mijenja kristalnu strukturu. Na temperaturi od 911 °C nastaje ferit ili alfa-željezo (α -Fe). Do temperature od 768 °C ili Curiejeve temperature ova modifikacija željeza je nemagnetična (i nekad pogrešno nazvana beta-željezo ili β-Fe). Ispod ove temperature α-Fe postaje magnetično. Navedena pojava vezana je uz promjenu unutrašnje energije, električne vodljivosti itd.
Temperature pretvorbe jednog alotropskog oblika željeza u drugi jako ovisi o brzini promjene temperature. Pri ravnotežnom (dovoljno sporom) stabilnom ohlađivanju i zagrijavanju pretvorbe su pri istim temperaturama. Pri neravnotežnom (brzom) metastabilnom ohlađivanju i zagrijavanju postoje odstupanja od ravnoteže i to: pri zagrijavanju su odstupanja su prema višim vrijednostima temperaturama, a pri ohlađivanju prema nižima. Odstupanje je razmjerno brzini promjene temperature i naziva se temperaturna histereza temperatura pretvorbi.

## Delta-željezo (δ-Fe)
Delta-željezo (δ-Fe) predstavlja krutu otopinu ugljika u volumno centriranoj kubičnoj kristalnoj strukturi željeza, nemagnetičn je, te se javlja odmah nakon skrućivanja, na temperaturi od 1538 °C sve do temperature od 1392 °C. Njegova maksimalna topljivost ugljika iznosi 0,09% C pri temperaturi od 1456 °C.

## Gama-željezo ili austenit (γ-Fe)
Gama-željezo ili austenit (γ-Fe) je naziv za intersticijsku čvrstu otopinu (ugljik se otapa u čvrstom željezu jer su njegovi atomi puno manji) ugljika u gama-željezu (γ-Fe) s plošno centriranom kubičnom kristalnom rešetkom. Maksimalna topivost ugljika u austenitu je 2,06 % kod 1147 °C. Austenit nije stabilan na sobnoj temperaturi, ali se može pod određenim uvjetima dobiti i na sobnoj temperaturi (kaljenje). Uglavnom je stabilan u području od 911 °C do 1392 °C. Za naziv je zaslužan engleski metalurg William Chandler Roberts-Austen (1843. – 1902.). Tvrdoća austenita je 170-220 HB (tvrdoća po Brinellu) i vrlo je žilav.

## Alfa-željezo ili ferit (α -Fe)
Alfa-željezo ili ferit (α -Fe) je naziv za intersticijsku čvrstu otopinu (ugljik se otapa u čvrstom željezu jer su njegovi atomi puno manji) ugljika u alfa-željezu (α-Fe) s volumno centriranom kubičnom kristalnom strukturom. Maksimalna topivost ugljika u α-Fe je 0,025 % kod 723 °C i samo 0,008 % na sobnoj temperaturi. To je najmekša faza u dijagramu stanja (fazni dijagram) željezo – ugljik. Ferit je kristalna struktura koja daje čeliku i lijevanom željezu magnetska svojstva; to je klasičan primjer feromagnetičnog materijala. Ferit ima vlačnu čvrstoću 280 N/mm2 i tvrdoću oko 80 HB (tvrdoća po Brinellu). Istezljivost ferita je do 35%.